# Кукушкины дети (альбом)
«Кукушкины дети» — второй студийный альбом группы «Калевала».

## Список композиций
Все тексты написаны Ксенией Маркевич.
| №   | Название                       | Музыка                                                                                   | Длительность |
| --- | ------------------------------ | ---------------------------------------------------------------------------------------- | ------------ |
| 1.  | «Калевала»                     | Ксения Маркевич, Александр «Олень» Олейников                                             | 4:27         |
| 2.  | «Кукушкины дети»               | Ксения Маркевич, Никита Андриянов, Александр «Шмель» Швилёв, Александр «Олень» Олейников | 3:28         |
| 3.  | «Горсти талого снега»          | Александр «Олень» Олейников                                                              | 4:07         |
| 4.  | «Плакали вербы»                | Ксения Маркевич, Никита Андриянов, Александр «Олень» Олейников                           | 6:04         |
| 5.  | «Купальская ночь»              | Ксения Маркевич, Никита Андриянов, Александр «Олень» Олейников                           | 4:48         |
| 6.  | «У разбитого корыта»           | Ксения Маркевич, Никита Андриянов, Александр «Олень» Олейников                           | 4:19         |
| 7.  | «Медуницы пряной белый костёр» | Ксения Маркевич, Никита Андриянов, Александр «Олень» Олейников                           | 4:22         |
| 8.  | «Ветер в спину»                | Ксения Маркевич, Никита Андриянов, Александр «Олень» Олейников                           | 5:23         |
| 9.  | «Первый последний закат»       | Ксения Маркевич, Никита Андриянов, Александр «Олень» Олейников                           | 4:37         |
| 10. | «Про жеребца (Яйца)»           | Ксения Маркевич, Никита Андриянов, Александр «Шмель» Швилёв, Александр «Олень» Олейников | 5:16         |

| №   | Название      | Музыка                      | Длительность |
| --- | ------------- | --------------------------- | ------------ |
| 11. | «Колокольчик» | Александр «Олень» Олейников | 5:04         |

## Участники записи
- Ксения Маркевич — голос
- Никита Андриянов — гитары, клавишные, балалайка (трек 6), бэк-вокал (трек 3), также его голос звучит в треке 10 (разговор музыкантов)
- Александр «Олень» Олейников — аккордеон, также его голос звучит в треке 10 (разговор музыкантов)
- Александр «Шмель» Швилёв — бас, варган, бэк-вокал (трек 3), также его голос звучит в треке 10 (разговор музыкантов)
- Кирилл «Кеша» Перов — барабаны (трек 11)
- Сергей «Лазарь» Атрашкевич — бэк-вокал (трек 3), звукорежиссёр, сведение, мастеринг, также его голос звучит в треке 10 (разговор музыкантов)

Сессионный музыкант:
- Андрей Ищенко — барабаны (треки 1-10)

Оформители:
- Лео Хао — художник (стандартное CD-издание)
- Дмитрий «Змеелов» Саблин — художник (диджипак-издание)
- Екатерина «Heleos» Журова — фотограф

## Награды
- По итогам 2009 года журнала Dark City, альбом занял 2 место в номинации «Лучший российский альбом».[3]